# Soavinandriana (district)
Soavinandriana is een district van Madagaskar in de regio Itasy. Het district telt 177.393 inwoners (2011) en heeft een oppervlakte van 1.856 km², verdeeld over 14 gemeentes. De hoofdplaats is Soavinandriana.